# 西兴乡
西兴乡，是中华人民共和国黑龙江省黑河市孙吴县下辖的一个乡镇级行政单位。

## 行政区划
西兴乡下辖以下地区：
西兴村、平度村、西南村、西地村、西岗村、兴建村、永丰村、新丰村、兴南村和勇进村。